# Cassique à épaulettes
Cacicus chrysopterus
Espèce
Répartition géographique
Statut de conservation UICN

 LC  : Préoccupation mineure
Le Cassique à épaulettes (Cacicus chrysopterus) est une espèce d'oiseau de la famille des ictéridés qu’on retrouve en Amérique du Sud.

## Distribution
Le Cassique à épaulettes dans le sud du Brésil, en Uruguay, au nord-est de l’Argentine, dans la moitié est du Paraguay.  Une population isolée occupe une bande étroite chevauchant la Bolivie et l’Argentine.

## Habitat
Ce cassique fréquente les forêts et les lisières de divers types.  On le voit dans les forêts humides du Yunga, les forêts plus sèches du Gran Chaco et du Cerrado, les forêts secondaires et les forêts clairsemées le long des cours d’eau et des routes.

## Nidification
Le Cassique à épaulettes niche en solitaire.  Le nid est un panier suspendu de 0,6 à 1 m de long et généralement situé à moins de 5 m du sol.  Il est souvent tissé à l’aide de l’hyphe d’un marasme.  Les œufs sont au nombre de trois.  Il est parfois parasité par le Vacher luisant.